# Szent arkangyalok fatemplom (Gyergyótölgyes)
A gyergyótölgyesi Szent arkangyalok fatemplom műemlékké nyilvánított épület Romániában, Hargita megyében. A romániai műemlékek jegyzékében a  HR-II-m-A-12992 sorszámon szerepel.